# ويليام شكسبير (لاعب كرة قدم أمريكية)
ويليام شكسبير (بالإنجليزية: William Shakespeare)‏ هو لاعب كرة قدم أمريكية أمريكي، ولد في 27 سبتمبر 1912 في جزيرة ستاتن في الولايات المتحدة، وتوفي في 17 يناير 1974 في سينسيناتي في الولايات المتحدة.